# مارک راندال
مارک راندال (انگلیسی: Mark Randall؛ زاده ۳۰ سپتامبر ۱۹۶۷) یک بازیکن بسکتبال اهل ایالات متحده آمریکا است.